# 이지현 (뮤지컬 배우)
이지현(1992년 10월 19일 ~ )은 대한민국의 뮤지컬 배우다.

## 방송
- 더블 캐스팅 (2020) - Top71

## 공연
- 호오이 스토리 (2017)
- 그날들 (2019)
- 마리 앙투아네트 (2019)
- 드라큘라 (2020)
- 호프 (2023)